# Liste der Biografien/Berno
Liste der Biografien |
Portal Biografien |
Personensuche
# |
A |
B |
C |
D |
E |
F |
G |
H |
I |
J |
K |
L |
M |
N |
O |
P |
Q |
R |
S |
T |
U |
V |
W |
X |
Y |
Z |
?
 
Ba |
Be |
Bd |
Bg |
Bh |
Bi |
Bj |
Bl |
Bm |
Bn |
Bo |
Br |
Bs |
Bu |
Bw |
By |
Bz
 
Bea–Beb |
Bec |
Bed |
Bee |
Bef |
Beg |
Beh |
Bei |
Bej |
Bek |
Bel |
Bem |
Ben |
Beo |
Bep |
Beq |
Ber |
Bes |
Bet |
Beu |
Bev |
Bew |
Bex |
Bey |
Bez
 
Bera |
Berb |
Berc |
Berd |
Bere |
Berf |
Berg |
Berh |
Beri |
Berj |
Berk |
Berl |
Berm |
Bern |
Bero |
Berq |
Berr |
Bers |
Bert |
Beru |
Berv |
Berw |
Berx |
Bery |
Berz
 
Berna |
Bernb |
Bernd |
Berne |
Bernf |
Berng |
Bernh |
Berni |
Bernk |
Bernl |
Bernn |
Berno |
Bernp |
Bernr |
Berns |
Bernt |
Bernu |
Bernw |
Berny |
Bernz
Die Liste der Biografien führt alle Personen auf, die in der deutschsprachigen Wikipedia einen Artikel haben. Dieses ist eine Teilliste mit 53 Einträgen von Personen, deren Namen mit den Buchstaben „Berno“ beginnt.

## Berno
- Berno († 1191), erster Bischof von Schwerin
- Berno von Baume († 927), erster Abt von Cluny
- Berno von Hildesheim († 1194), Bischof von Hildesheim (1190–1194)
- Berno von Reichenau († 1048), Abt der Reichenau (1008–1048)
- Berno, Pietro (1552–1583), Schweizer Jesuit und Missionar

### Bernoc
- Bernocchi, Antonio (1859–1930), italienischer Politiker, Textilunternehmer und Mäzen

### Bernof
- Bernofsky, Susan (* 1966), US-amerikanische Übersetzerin und ProfessorinSusan Bernofsky (* 1966)

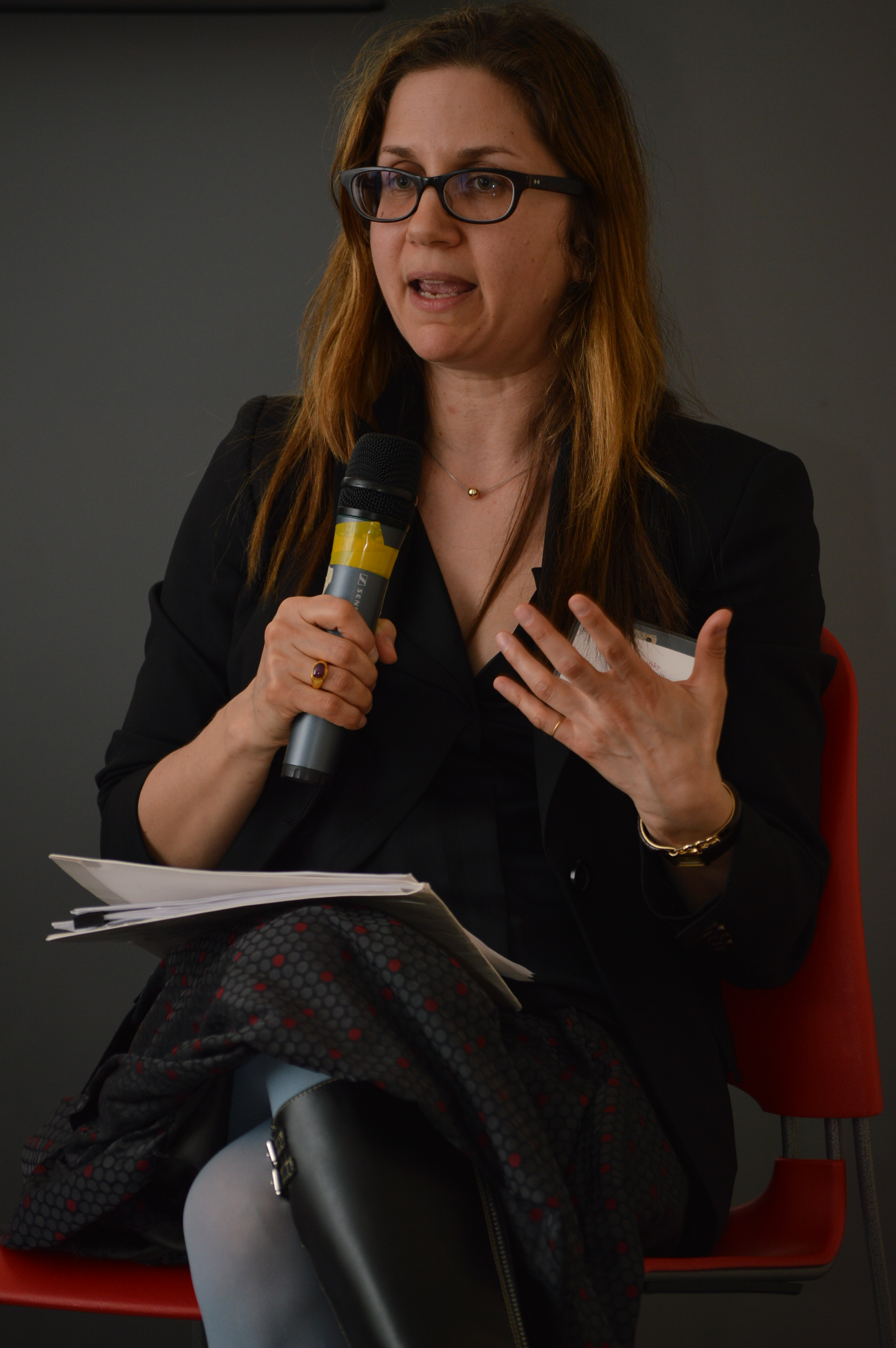
Susan Bernofsky (* 1966)

### Bernol
- Bernolák, Anton (1762–1813), slowakischer Priester und Philologe
- Bernolák, Nándor (1880–1951), ungarischer Jurist, Politiker und Minister für Volkswohl und Arbeit
- Bernold von Konstanz († 1100), hochmittelalterlicher Geschichtsschreiber
- Bernold von Ottobeuren, Benediktiner und Heiliger
- Bernold, Franz Josef Benedikt (1765–1841), schweizerischer Dichter und Politiker
- Bernold, Josef Leonhard (1809–1872), Schweizer Politiker, Industrieller und Richter
- Bernoldi, Enrique (* 1978), brasilianischer Automobilrennfahrer

### Bernon
- Bernon, Gabriel Gaspard (1780–1825), französischer General der Kavallerie
- Bernon, Jacques de (1927–1994), französischer römisch-katholischer Ordensgeistlicher und Bischof von Maroua-Mokolo

### Bernot
- Bernotas, Eric (* 1971), US-amerikanischer Skeletonpilot
- Bernotas, Rokas (* 1952), litauischer Diplomat und Politiker, Vizeminister
- Bernotat, Fritz (1890–1951), deutscher SS-Standartenführer, maßgeblich Verantwortlicher der nationalsozialistischen Krankenmorde im Bezirk Nassau
- Bernotat, Wulf (1948–2017), deutscher Manager
- Bernoth, Carol (* 1938), australische Hochspringerin
- Bernoth, Eduard (1892–1972), deutscher Politiker (CDU)
- Bernoth, Egon (1920–1991), deutscher Gynäkologe und Geburtshelfer

### Bernou
- Bernoud, Alphonse (1820–1889), französischer Fotograf
- Bernoulli, August (1839–1921), Schweizer Historiker
- Bernoulli, August Leonhard (1879–1939), Schweizer Physiker
- Bernoulli, Carl Albrecht (1868–1937), Schweizer evangelischer Theologe und Schriftsteller
- Bernoulli, Carl Christoph (1861–1923), Schweizer Bibliothekar
- Bernoulli, Carl Gustav (1834–1878), Schweizer Arzt, Botaniker, Apotheker, Forschungsreisender und Archäologe
- Bernoulli, Christoph (1782–1863), Schweizer Naturforscher und Wirtschaftswissenschaftler
- Bernoulli, Christoph (1897–1981), Schweizer, Kunsthändler, Innenarchitekt
- Bernoulli, Cornelia (* 1954), Schweizer Schauspielerin
- Bernoulli, Daniel (1700–1782), Schweizer Mathematiker und PhysikerDaniel Bernoulli (1700–1782)

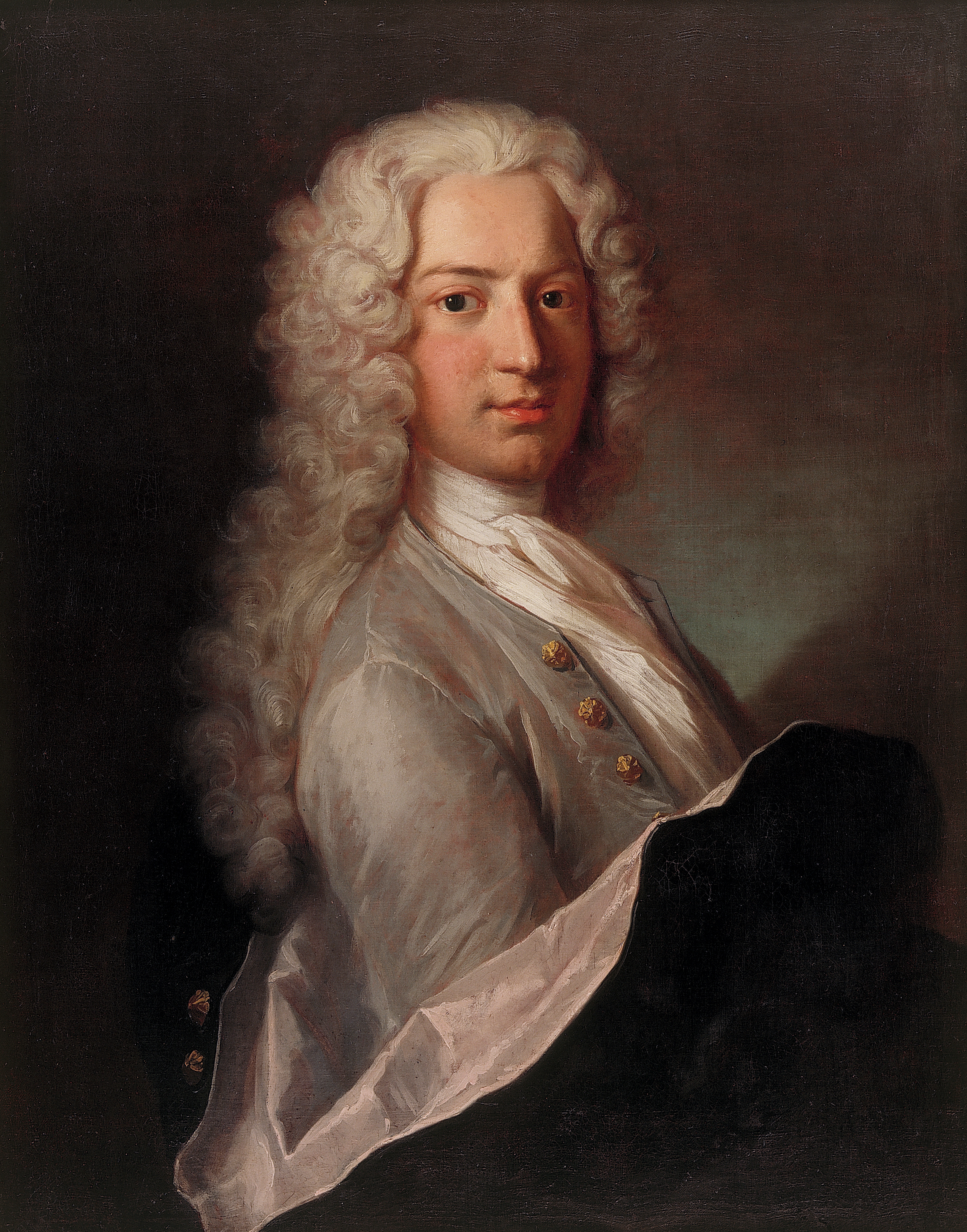
Daniel Bernoulli (1700–1782)

- Bernoulli, Daniel (* 1936), Schweizer Geologe
- Bernoulli, Eduard (1867–1927), Schweizer Musikwissenschaftler
- Bernoulli, Elisabeth (1873–1935), Schweizer Frauenrechtlerin
- Bernoulli, Eugen (1882–1983), Schweizer Pharmakologe, Allgemeinmediziner sowie Hochschullehrer
- Bernoulli, Eva (1903–1995), Schweizer Logopädin und Pädagogin
- Bernoulli, Hans (1876–1959), Schweizer Architekt und Hochschullehrer
- Bernoulli, Jakob I (1655–1705), Schweizer Mathematiker und PhysikerJakob I Bernoulli (1655–1705)

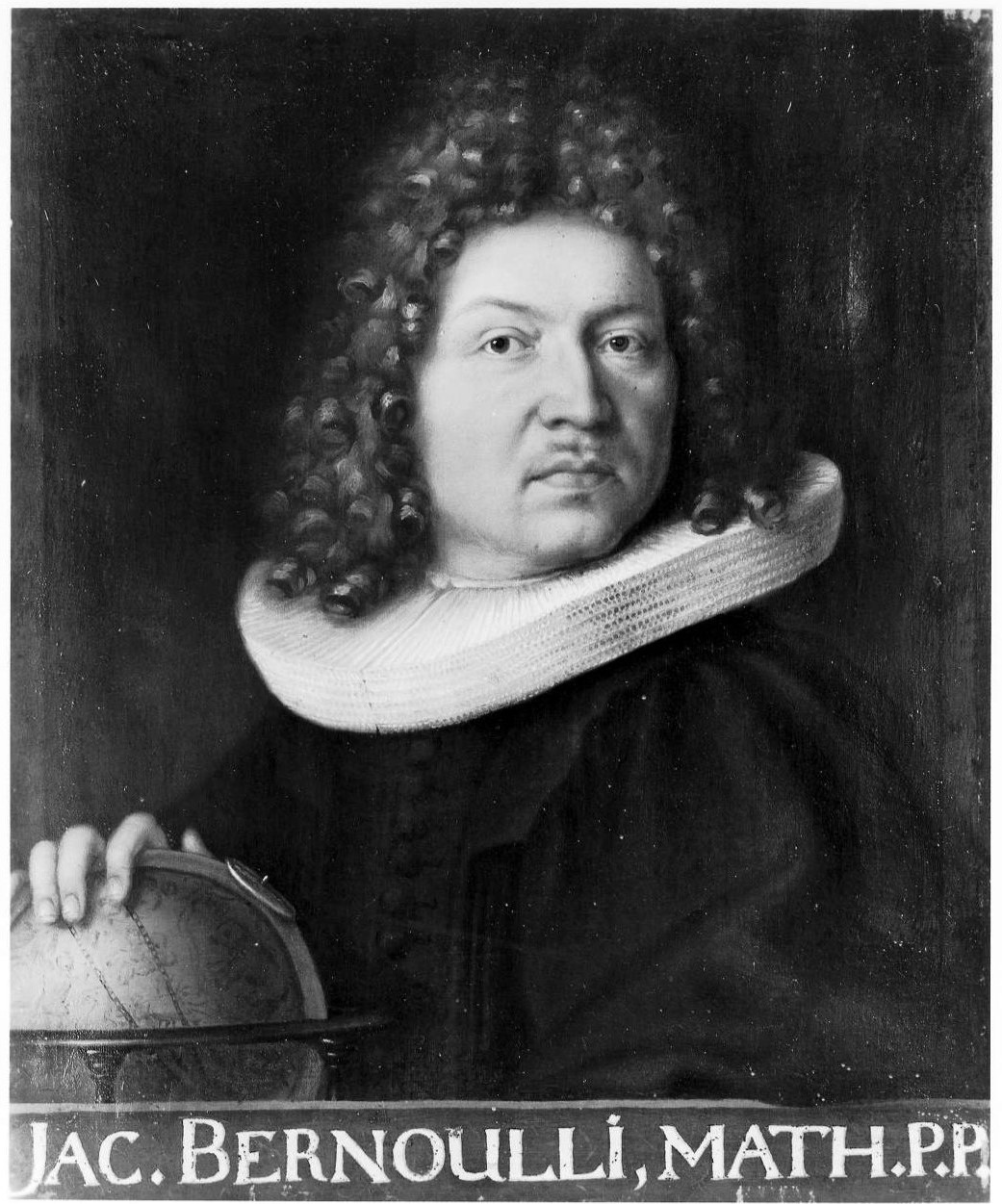
Jakob I Bernoulli (1655–1705)

- Bernoulli, Jakob II (1759–1789), Schweizer Mathematiker und Physiker
- Bernoulli, Johann I (1667–1748), Schweizer Mathematiker
- Bernoulli, Johann II (1710–1790), Schweizer Mathematiker
- Bernoulli, Johann III (1744–1807), Schweizer Astronom
- Bernoulli, Johann Jakob (1831–1913), Schweizer Archäologe
- Bernoulli, Linus (* 1983), Schweizer Hornist
- Bernoulli, Lucas (1907–1976), Schweizer Architekt und Politiker (LdU)
- Bernoulli, Niklaus (1623–1708), Schweizer Kaufmann und Politiker
- Bernoulli, Nikolaus I (1687–1759), Schweizer Mathematiker
- Bernoulli, Nikolaus II (1695–1726), Schweizer Mathematiker und Jurist
- Bernoulli, Rudolf (1880–1948), Schweizer Kunsthistoriker
- Bernoulli, Wilhelm (1869–1909), Schweizer Architekt
- Bernoully, Ludwig (1873–1928), deutscher Architekt